# طور الريعة (طور الباحة)

تعديل مصدري - تعديل

طورالريعـة هي إحدى قرى عزلة طور الباحة بمديرية طور الباحة التابعة لمحافظة لحج، بلغ تعداد سكانها 136 نسمة حسب تعداد اليمن لعام 2004.